# Amboseli flygplats
Amboseli Airport är en flygplats i Kenya.   Den ligger i länet Kajiado, i den södra delen av landet, 160 km söder om huvudstaden Nairobi. Amboseli Airport ligger 1 132 meter över havet.
Terrängen runt Amboseli Airport är mycket platt. Runt Amboseli Airport är det mycket glesbefolkat, med 6 invånare per kvadratkilometer. Trakten runt Amboseli Airport består i huvudsak av gräsmarker.